# Südburu

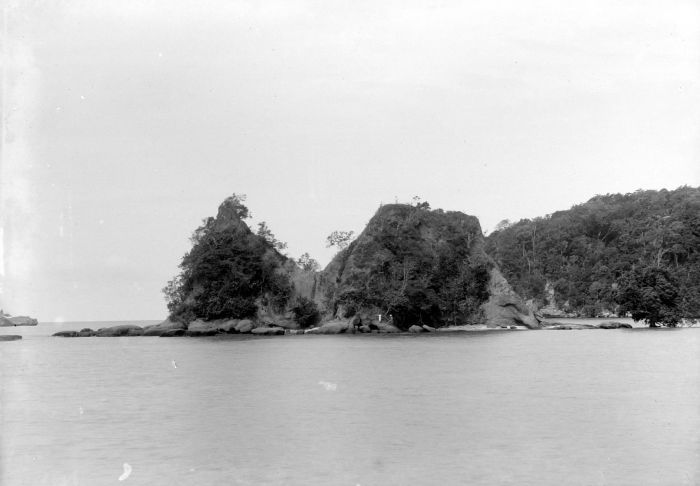
Hafen von Leksula

Südburu (indonesisch Buru Selatan) ist ein Regierungsbezirk (Kabupaten) im Nordwesten der indonesischen Provinz Maluku.

## Geographie
Der Bezirk erstreckt sich zwischen 2°30′ und 5°50′ s. Br. sowie zwischen 125° und 127° ö. L. im Süden der Insel Buru. Zu ihm gehören noch 26 Inseln, von denen Ambalau (auch: Ambelau) die größte ist und einen eigenen Distrikt (Kecamatan) mit sieben Dörfern bildet. Im Norden grenzt der Regierungsbezirk an den Bezirk Buru, von dem er 2008 abgespalten wurde. Südburu nennt Namrole als seine Hauptstadt.
Die Fläche des Regierungsbezirks beträgt 6.723 km² und verteilt sich auf 75 % Landfläche (5.060 km²) und 25 % Seefläche (1.663 km²). Neuere Quellen geben eine Fläche von 3.678 km² an.

## Verwaltungsgliederung
Der Regierungsbezirk unterteilt sich in sechs Distrikte (Kecamatan) mit 79 Dörfern (Desa).
| Code 1   | Kecamatan Distrikt | Ibu Kota Verwaltungssitz | Fläche (km²) | Einwohner Census 2010 2 | Volkszählung 2020 | Volkszählung 2020 | Volkszählung 2020 | Anzahl der Dörfer | Anzahl der Dörfer |
| Code 1   | Kecamatan Distrikt | Ibu Kota Verwaltungssitz | Fläche (km²) | Einwohner Census 2010 2 | Einwohner 3       | 0Dichte 40        | Sex Ratio 5       | Anzahl der Dörfer | Anzahl der Dörfer |
| -------- | ------------------ | ------------------------ | ------------ | ----------------------- | ----------------- | ----------------- | ----------------- | ----------------- | ----------------- |
| 81.09.01 | Namrole            | Elfule                   | 326.00       | 10.809                  | 20.874            | 64,0              | 105,4             | 17                |                   |
| 81.09.02 | Waesama            | Wamsisi                  | 724.00       | 11.505                  | 15.196            | 21,0              | 105,9             | 11                |                   |
| 81.09.03 | Ambalau            | Siwar                    | 306.00       | 6.846                   | 9.155             | 29,9              | 102,0             | 7                 |                   |
| 81.09.04 | Kepala Madan       | Biloro                   | 1.276.00     | 9.411                   | 12.210            | 9,6               | 105,0             | 15                |                   |
| 81.09.05 | Leksula            | Leksula                  | 1899,61      | 14.900                  | 14.071            | 7,4               | 105,0             | 19                |                   |
| 81.09.06 | Fena Fafan         | Waekatin                 | 528,39       | –                       | 3.904             | 7,4               | 108,1             | 10                |                   |
| 81.09    | Kab. Buru Selatan  | Kab. Buru Selatan        | 5.060.00     | 53.671                  | 75.410            | 14,9              | 105,1             | 79                |                   |

- Der Kecamatan Fena Fafan wurde 2012 vom Kecamatan Leksula abgespalten[5]

## Demographie
Zur Volkszählung im September 2020 (indonesisch Sensus Penduduk - SP2020) lebten im Regierungsbezirk Südbaru 75.410 Menschen, davon 36.770 Frauen (48,76 %) und 38.640 Männer (51,24 %). Gegenüber dem letzten Census (2010) stieg der Frauenanteil um 0,18 %.
Mitte 2022 waren zwei Drittel (66,71 %) der Einwohner Moslems, 28,22 Prozent der Einwohner Christen (21.279 Protestanten / 531 Katholiken), zum HInbduismus bekannten sich 2,36 %.
64,75 Prozent oder 50.043 Personen gehörten zur erwerbsfähigen Bevölkerung (15–64 Jahre); 31,85 % waren Kinder und 3,40 % im Rentenalter. Von der Gesamtbevölkerung waren Mitte 2022 59,39 (49,35) % ledig, 37,75 (47,08) % verheiratet, 0,24 (0,30) % geschieden und 2,62 (3,27) % verwitwet. Die geklammerten Kursivzahlen geben den Anteil bezogen auf die Bevölkerung ab 10 Jahre an (61.971).
Der HDI-Index lag 2020 mit 64,69 unter dem Durchschnitt Provinz (69,49).